# Gustavo López
Gustavo López (ur. 13 kwietnia 1973 w Valentín Alsina) – argentyński piłkarz występujący na pozycji lewego lub ofensywnego pomocnika.
Od 1998 roku posiada również obywatelstwo hiszpańskie.

## Kariera klubowa
Gustavo Adrián López zawodową karierę rozpoczynał w 1991 roku w CA Independiente. Razem z nim w 1995 roku zdobył mistrzostwo Argentyny, oprócz tego dwa razy triumfował w rozgrywkach Supercopa Sudamericana i raz Recopa Sudamericana. Łącznie dla Independiente López rozegrał 74 spotkania, w których zdobył osiem bramek.
W trakcie sezonu 1995/1996 Gustavo przeniósł się do hiszpańskiej Primera División, gdzie podpisał kontrakt z Realem Saragossa. Na La Romareda Argentyńczyk grywał regularnie. Spędził tam trzy i pół sezonu, w trakcie których rozegrał 105 ligowych pojedynkach i trzynaście razy wpisał się na listę strzelców. Z "Blanquillos" Adrián wciąż plasował się w środkowych rejonach tabeli i latem 1999 roku trafił do Celty Vigo. Od razu wywalczył sobie tam miejsce w podstawowym składzie. Łącznie w barwach "Celtiñas" Gustavo wystąpił w 207 meczach hiszpańskiej ekstraklasy.
Po spadku drużyny do Segunda División argentyński pomocnik przeniósł się do klubu Cádiz CF. Grał w nim do 2008 roku.

## Kariera reprezentacyjna
W reprezentacji Argentyny López zadebiutował w grudniu 1994 roku w pojedynku przeciwko Rumunii. W 1996 roku wraz z drużyną narodową wywalczył srebrny medal Igrzysk Olimpijskich. W 1999 roku znalazł się w kadrze Argentyny na rozgrywki Copa América, na których "Albicelestes" przegrali w 1/4 finału z Brazylijczykami. W 2002 roku Marcelo Bielsa powołał go na Mistrzostwa Świata. Na mundialu tym Argentyńczycy zostali wyeliminowani już w rundzie grupowej, a sam Gustavo nie wystąpił w żadnym ze spotkań. Łącznie dla reprezentacji López rozegrał 32 mecze, w których zdobył cztery bramki.